# Афанасьев, Анатолий Георгиевич
Анато́лий Гео́ргиевич Афана́сьев (7 июля 1912, Санкт-Петербург, — 29 октября 2003, Москва) — советский военный деятель, генерал-майор (1954), Герой Советского Союза (21.06.1944).

## Детство и молодость
Анатолий Георгиевич Афанасьев родился 7 июля 1912 года в Санкт-Петербурге в семье фельдшера.
В юношестве жил в Череповце. После школы работал чернорабочим на Череповецком лесопильном заводе, с ноября 1929 года — дробильщик-аппаратчик на Череповецком винокуренном заводе.

## Военная служба в довоенное время
В апреле 1930 года Афанасьев был призван в ряды Красной Армии. В 1932 году окончил Ленинградскую военно-инженерную школу. С января 1933 года служил командиром взвода сапёрной роты 5-го стрелкового полка в Приволжском военном округе (Пенза). С декабря 1934 года — командир отдельного автомотовзвода, начальник боепитания батальона, командир учебной роты в отдельном сапёрном батальоне 85-й стрелковой дивизии Уральского военного округа (Шадринск).
С сентября 1937 года Анатолий Георгиевич Афанасьев был слушателем Военно-инженерной академии имени В. В. Куйбышева, по окончании которой в июне 1941 года прибыл для преддипломной практики на строительство оборонительных сооружений военно-морской базы Ханко на полуострове Ханко. В 1940 году вступил в ВКП(б).

## Великая Отечественная война
16 июня 1941 года капитан Афанасьев прибыл на Ханко. С началом Великой Отечественной войны командир 8-й отдельной стрелковой бригады полковник Н. П. Симоняк назначил капитана Афанасьева на должность командира только что сформированного из личного состава инженерных войск стрелкового батальона 219-го стрелкового полка этой бригады. До 2 декабря батальон участвовал в обороне Ханко. Поскольку вся территория базы полностью простреливалась финской артиллерией, то сапёрам пришлось строить укрытия для всёх объектов начиная от штаба базы и до каждого орудия. Эта гигантская работа под непрерывным артобстрелом была выполнена, благодаря чему потери гарнизона от огня противника были минимальны. В декабре 1941 года с последними частями гарнизона был эвакуирован в Ленинград.
В Ленинграде 8-я осбр была преобразована в 136-ю стрелковую дивизию, в которой майор Афанасьев был назначен дивизионным инженером. Летом дивизия была передислоцирована в район Синявинских высот и приняла участие в Синявинской операции в составе 55-й армии Ленинградского фронта. В этой операции 14 сентября 1942 года майор Афанасьев был тяжело ранен в бою на плацдарме на реке Тосна. Вернулся в строй только в декабре, был назначен сначала на должность заместителя командира 270-го стрелкового полка 136-й стрелковой дивизии, но уже в начале января стал командиром этого полка. Принимал участие в прорыве блокады Ленинграда, когда в январе 1943 года Ленинградский и Волховский фронты в районе Шлиссельбурга прорвали блокаду Ленинграда.
19 января 1943 года за успешные боевые действия в этой операции дивизия получила гвардейское звание и стала именоваться 63-й гвардейской стрелковой дивизией, а полк Афанасьева — 190-м гвардейским стрелковым полком. Сам Афанасьев за эту операцию был награждён орденом Суворова 3-й степени. Затем участвовал в неудачной Красноборской операции  по овладению посёлком Красный Бор, деревнями Поркузи и Мишкино (февраль 1943), Мгинской и Ленинградско-Новгородской наступательных операциях. 
Командир 190-го гвардейского стрелкового полка 63-й гвардейской стрелковой дивизии (30-й гвардейский стрелковый корпус, 21-я армия, Ленинградский фронт) гвардии полковник А. Г. Афанасьев проявил особое мужество в ходе Выборгской наступательной операции. Перейдя в наступление 10 июня 1944 года и умело взаимодействия с приданными танковыми и артиллерийскими частями, полк Анатолия Афанасьева в первые же часы сражения овладел несколькими рядами траншей «Линии Маннергейма», полностью восстановленной и значительно усиленной финском командованием за три предшествующих года. Всего же в ходе десятидневных боёв на Карельском перешейке на Выборгском направлении полк под командованием Афанасьева прорвал три таких рубежа обороны противника, с боем форсировал реку Сестра и уже 20 июня 1944 года гвардейцы вели бой на улицах Выборга.
Указом Президиума Верховного Совета СССР от 21 июня 1944 года за высокие организаторские способности, командирские качества и личное мужество полковнику Анатолию Георгиевичу Афанасьеву присвоено звание Героя Советского Союза с вручением ордена Ленина и медали «Золотая Звезда» (№ 3731). 
В августе 1944 года полк и дивизия были переданы в состав 2-й ударной армии, в которой участвовали в Таллинской наступательной операции, освобождая Эстонию. 6 октября 1944 года полковник Афанасьев был назначен на должность командира 63-й гвардейской стрелковой дивизии. В составе 6-й гвардейской армии 2-го Прибалтийского фронта дивизия с февраля 1945 года участвовала в боях по уничтожению курляндской группировки противника.
9 мая 1945 года в городе Кулдига Афанасьев принял участие в принятии капитуляции немецкой Группы армий «Курляндия». За участие в боях под Курземе в Курляндии Афанасьев был награждён орденом Александра Невского. За годы войны был ранен трижды: 3 ноября 1941 года на Ханко (легко), 14 сентября 1942 года на Синявинских высотах (тяжело), 19 февраля 1943 года под Красным Бором (легко).
24 июня 1945 года Герой Советского Союза и кавалер восьми боевых орденов гвардии полковник Анатолий Георгиевич Афанасьев принимал участие в Параде Победы в Москве, где возглавил сводную роту парадного расчета полка Ленинградского фронта.

## Послевоенная карьера
После Победы продолжил службу в Советской армии, командовал той же дивизией (в июле 1945 года включена в состав Ленинградского военного округа). В феврале 1946 год направлен на учёбу. 
В 1948 году Афанасьев окончил Высшую военную академию имени К. Е. Ворошилова, после чего в марте этого года был назначен на должность начальника штаба 4-го гвардейского стрелкового корпуса (Ленинградский ВО). В ноябре 1950 года был назначен на должность старшего военного советника командира армейского корпуса Венгерской Народной Армии. С июля 1955 года служил на должности начальника отдела — заместителя начальника управления, а с июня 1958 год — на должность начальника 1-го управления в Главном Управлении кадров Министерства обороны СССР.
С июня 1960 года Афанасьев служил в Ракетных войсках стратегического назначения СССР (РВСН) в должности заместителя начальника Главного штаба РВСН по организационно-мобилизационным вопросам. В 1962 году принял участие в операции «Анадырь», отправляя суда из Севастополя со стратегическими ракетами и войсками на Кубу. В мае 1963 года был назначен на должность начальника штаба — первого заместителя начальника Командно-измерительного комплекса искусственных спутников Земли и космических объектов. 
В декабре 1972 года генерал-майор А. Г. Афанасьев уволен в запас.
Жил в Москве. На пенсии был членом Координационного совета МАВИ, Совета ветеранов Командно-измерительного комплекса и Российского комитета ветеранов войны и военной службы.
Анатолий Георгиевич Афанасьев умер 29 октября 2003 года в Москве. Похоронен на Троекуровском кладбище (участок 5).

## Награды
- Медаль «Золотая Звезда» (21.06.1945);
- Орден Жукова (4.05.1995, № 2, Российская Федерация);
- Два ордена Ленина (21.06.1944, 26.10.1955);
- Пять орденов Красного Знамени (17.01.1942, 11.03.1943, 2.10.1944, 15.11.1950, 22.02.1968);
- Орден Суворова 3-й степени (24.09.1943);
- Орден Александра Невского (6.05.1945);
- Два ордена Отечественной войны 1-й степени (22.01.1944, 11.03.1985);
- Два ордена Красной Звезды (30.04.1945, 1.10.1963);
- Медаль «За боевые заслуги»;
- Другие медали.

Почётные звания
- Почётный гражданин Ленинграда.

### Семья
- Отец — Афанасьев Георгий Алексеевич (1887—1936), в молодости служил на флоте фельдшером.
- Мать — Елена Николаевна (1891—1968).
- Супруга — Екатерина Николаевна (род. 1912).
- Дети — дочь Елена (род. 1938); сыновья Георгий (род. 1940) и Владимир (род. 1954).

## Память
- Мемориальная доска установлена на доме в Москве, в котором жил Герой (ул. Первомайская Нижняя, д. 10)[2].